# ZNF207
ZNF207 (англ. Zinc finger protein 207) – білок, який кодується однойменним геном, розташованим у людей на короткому плечі 17-ї хромосоми. Довжина поліпептидного ланцюга білка становить 478 амінокислот, а молекулярна маса — 50 751.
| 10         |  | 20         |  | 30         |  | 40         |  | 50         |
| ---------- |  | ---------- |  | ---------- |  | ---------- |  | ---------- |
| MGRKKKKQLK |  | PWCWYCNRDF |  | DDEKILIQHQ |  | KAKHFKCHIC |  | HKKLYTGPGL |
| AIHCMQVHKE |  | TIDAVPNAIP |  | GRTDIELEIY |  | GMEGIPEKDM |  | DERRRLLEQK |
| TQESQKKKQQ |  | DDSDEYDDDD |  | SAASTSFQPQ |  | PVQPQQGYIP |  | PMAQPGLPPV |
| PGAPGMPPGI |  | PPLMPGVPPL |  | MPGMPPVMPG |  | MPPGMMPMGG |  | MMPPGPGIPP |
| LMPGMPPGMP |  | PPVPRPGIPP |  | MTQAQAVSAP |  | GILNRPPAPT |  | ATVPAPQPPV |
| TKPLFPSAGQ |  | MGTPVTSSST |  | ASSNSESLSA |  | SSKALFPSTA |  | QAQAAVQGPV |
| GTDFKPLNST |  | PATTTEPPKP |  | TFPAYTQSTA |  | STTSTTNSTA |  | AKPAASITSK |
| PATLTTTSAT |  | SKLIHPDEDI |  | SLEERRAQLP |  | KYQRNLPRPG |  | QAPIGNPPVG |
| PIGGMMPPQP |  | GIPQQQGMRP |  | PMPPHGQYGG |  | HHQGMPGYLP |  | GAMPPYGQGP |
| PMVPPYQGGP |  | PRPPMGMRPP |  | VMSQGGRY   |  |            |  |            |

A: Аланін

C: Цистеїн

D: Аспарагінова кислота

E: Глутамінова кислота

F: Фенілаланін

G: Гліцин

H: Гістидин

I: Ізолейцин

K: Лізин

L: Лейцин

M: Метіонін

N: Аспарагін

P: Пролін

Q: Глутамін

R: Аргінін

S: Серин

T: Треонін

V: Валін

W: Триптофан

Задіяний у таких біологічних процесах, як клітинний цикл, поділ клітини, мітоз, розходження хромосом, альтернативний сплайсинг. 
Білок має сайт для зв'язування з іонами металів, іоном цинку, ДНК. 
Локалізований у цитоплазмі, цитоскелеті, ядрі, хромосомах, центромерах, кінетохорі.